# Above & Beyond
Above & Beyond è un gruppo musicale che produce musica elettronica, nello specifico trance, nato nel 2000 e composto dai tre DJ e compositori Jono Grant, Tony McGuinness e Paavo Sijamäki. 
Il gruppo, originario di Londra, è proprietario delle etichette discografiche londinesi Anjunabeats e Anjunadeep.
Il trio dal 2004 è sempre stato presente nella Top 100 DJ Mag, con il 4º posto del 2008 e del 2009 come piazzamento più alto.
Hanno condotto un show settimanale, chiamato Trance Around the World fino al 2012, sostituito adesso da Group Therapy Radio.

## Formazione
Jono Grant e Paavo Siljamäki si incontrarono alla Università di Westminster e nell'estate del 1999 crearono l'etichetta Anjunabeats e producendo l'album Anjunabeats Volume 1. Il gruppo Above & Beyond venne creato nel 2000 quando il produttore Tony McGuinness invitò Grant e Siljamäki a completare un remix della traccia Home di Chakra.
L'ispirazione per il nome Above & Beyond arrivò da una web page appartenente ad un formatore motivazionale statunitense che, per coincidenza, si chiamava Jono Grant. Jono aveva attaccato alla sua parete un suo poster e lo slogan usato dal trainer motivazionale era Above & Beyond. Sebbene il gruppo fosse relativamente sconosciuto all'epoca, il loro remix di Chakra fu scelto da Rob Searle e Tilt per essere messo sul lato A, dopo il pezzo suonato da Pete Tong, raggiunse il primo posto nella classifica del Regno Unito.

## Prime produzioni
Grazie all'interesse di varie etichette trance vennero creati altri remix, tra cui Ordinary World di Aurora, Everytime You Need Me di Fragma, The Sound of Goodbye di Armin van Buuren  e In the City di Adamski. come uno dei gruppi leader inglesi di remix trance.
Il remix del singolo di Madonna What It Feels Like for a Girl fu utilizzato da Madonna stessa per creare il video musicale della canzone. Successivamente i Above & Beyond remixarono gruppi come i Delerium, Three Drives, J-pop e Ayumi Hamasaki.
Il gruppo cominciò presto a collaborare con altri artisti, facendo nascere un nuovo progetto di produzione chiamato OceanLab (Above & Beyond con Justine Suissa) e collaborazioni con Andy Moor e i cantanti Carrie Skipper, Ashley Tomberlin, Zoë Johnston e Richard Bedford.
Successivamente nel 2003 remixarono Loneliness di Tomcraft, As the Rush Comes di Motorcycle, Everytime di Britney Spears, Sand In My Shoes di Dido e Silence dei Delerium.

## Produzioni successive
Successivamente venne pubblicato il singolo No One On Earth, con la voce di Zoë Johnston, votato come Tune of The Year 2004 in A State of Trance, il programma radiofonico di Armin van Buuren.
All'inizio del 2006 la band pubblicò il loro album di debutto, Tri-State. La rivista inglese DJ Mag diede all'album 5 stelle, dicendo:
(DJ Mag)
I singoli estratti dall'album includono Air For Life (con Andy Moor) che vinse il premio Best Underground Dance Track nel 2006 alla Winter Music Conference (WMC) di Miami e fu Tune of the Year per il 2005, secondo le votazioni degli ascoltatori dello show radiofonico di Armin Van Buurens. Il brano Alone Tonight (con Richard Bedford) fu nominato come miglior brano progressive house/trance al 22° International Dance Music Awards del 2007 tenutosi al WMC di Miami, raggiunse il quarto posto nella classifica nazionale dei singoli in Finlandia e il quinto posto nella UK Dance Chart. La band suonò il brano nel 2005 al Global Gathering broadcast dal vivo su Radio One nel Regno Unito. Il loro singolo Can't Sleep fu inserito nell'episodio 280 della trasmissione A State of Trance e raggiunse il terzo posto tra le migliori 20 canzoni del 2006 secondo i fan della trasmissione.
Good For Me (con Zoë Johnston) fu votata Tune of the Year nel 2006 e nel 2008 Above & Beyond vinsero il Best Underground Dance Track agli IDMA Awards alla WMC con il loro singolo Home.

## Carriera da DJ

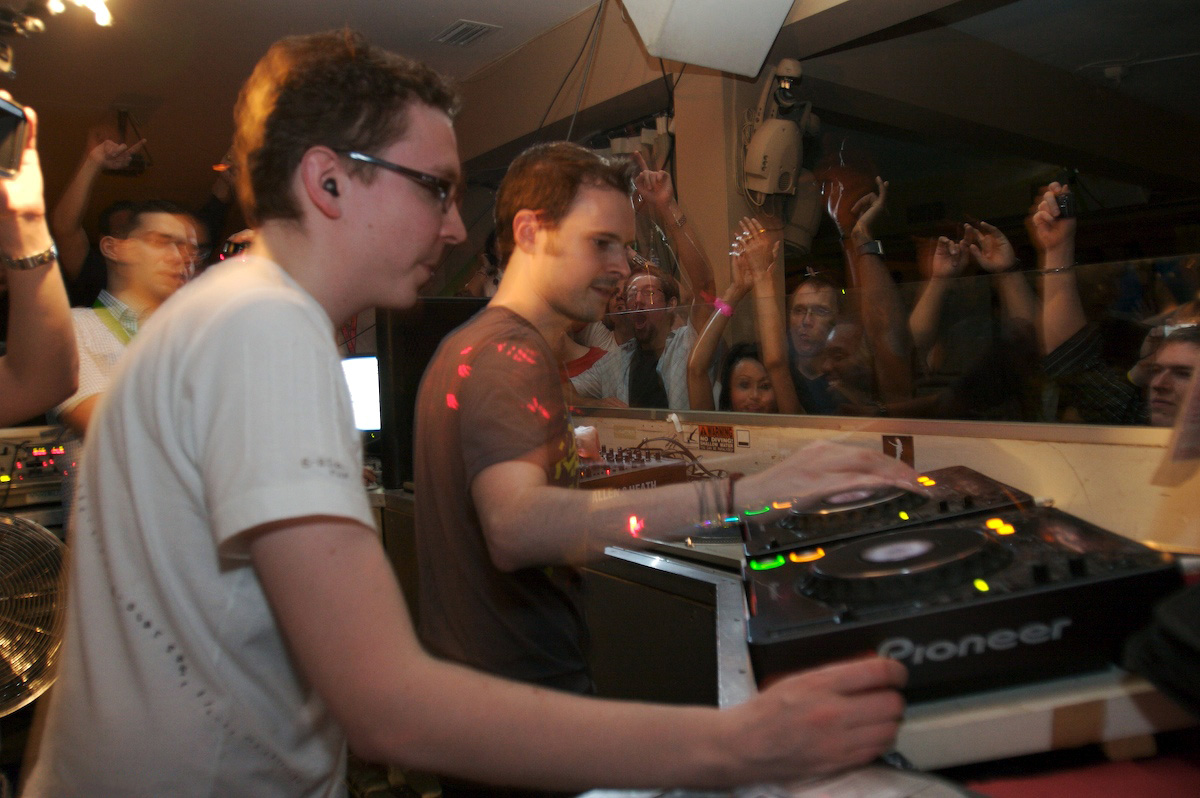
Paavo Siljamäki e Jono Grant durante un'esibizione a Miami, nel 2007.

Nel 2002 il team cominciò la carriera come DJ a Tokyo, di fronte a 8.000 persone, su un manifesto insieme a Ferry Corsten e DJ Tiësto. Contano apparizioni nei maggiori festival e club trance tra cui Creamfields e Godskitchen in Inghilterra e Amnesia a Ibiza.
Il loro debutto live al Passion nel 2004 e, quello stesso anno, vinsero il BBC Radio 1 Essential Mix.
Occuparono il quarto posto della classifica dei migliori 100 DJ di DJ Mag dal 2008 al 2009, partendo dal 39° del 2004. Nel 2017 nella classifica sono al ventisettesimo posto.

## Discografia
Il primo album degli Above & Beyond fu Tri-State e uscì nel marzo 2006, contemporaneamente al singolo Alone Tonight. In questo album sono presenti collaborazioni con Zoë Johnston, Richard Bedford e Andy Moor, noto per il suo lavoro con Tilt e come metà di Leama & Moor. Il primo singolo, Air for Life, uscì nel luglio 2006. Nel luglio 2008 uscì l'album Sirens of the Sea sotto il nome artistico di OceanLab, uno dei progetti del gruppo.
Il 14 ottobre 2014 annunciano il loro terzo album studio We Are All We Need, distribuito poi il 19 gennaio 2015.

### Album studio
- 2006 - Tri-State
- 2008 - Sirens of the Sea (come Above & Beyond presents OceanLab)
- 2011 - Group Therapy
- 2014 - Acoustic
- 2015 - We Are All We Need
- 2016 - Acoustic II
- 2018 - Common Ground
- 2019 - Flow State

### Compilation
- 2003 - Anjunabeats Volume One
- 2004 - Anjunabeats Volume Two
- 2005 - Anjunabeats Volume Three
- 2006 - Anjunabeats Volume Four
- 2007 - Anjunabeats Volume Five
- 2008 - Anjunabeats100 + From Goa to Rio
- 2008 - Anjunabeats Volume Six
- 2009 - Anjunadeep:01
- 2009 - Anjunabeats Volume 7
- 2009 - Trance Nation - Mixed by Above & Beyond
- 2010 - Anjunabeats Volume 8
- 2011 - Anjunabeats Volume 9
- 2013 - Anjunabeats Volume 10
- 2014 - Anjunabeats Volume 11
- 2015 - Anjunabeats Volume 12

### Singoli
Above & Beyond
- 2002 - Far From In Love
- 2004 - No One On Earth (featuring Zoë Johnston)
- 2005 - Air For Life (come Above & Beyond vs. Andy Moor)
- 2006 - Alone Tonight
- 2006 - Can't Sleep
- 2007 - Good For Me (featuring Zoë Johnston)
- 2007 - Home
- 2009 - Anjunabeach
- 2010 - Anphonic (con Kyau & Albert)
- 2011 - Sun & Moon (featuring Richard Bedford)
- 2011 - Thing Called Love (featuring Richard Bedford)
- 2011 - You Got To Go (featuring Zoë Johnston)
- 2011 - Sea Lo Que Sea Será (featuring Miguel Bosé)
- 2011 - Formula Rossa
- 2011 - Every Little Beat (featuring Richard Bedford)
- 2012 - Love Is Not Enough (featuring Zoë Johnston)
- 2012 - On My Way To Heaven (featuring Richard Bedford)
- 2013 - Walter White
- 2013 - Mariana Trench
- 2014 - Hello
- 2014 - Sticky Fingers
- 2014 - You Got to Believe (vs. Arty) (feat. Zoë Johnston)
- 2014 - Blue Sky Action (feat. Alex Vargas)
- 2014 - We're All We Need (feat. Zoë Johnston)
- 2015 - All Over the World (feat. Alex Vargas)
- 2015 - Peace of Mind (feat. Zoë Johnston)
- 2015 - Counting Down the Days (feat. Gemma Hayes)
- 2015 - Fly to New York (feat. Zoë Johnston)
- 2017 - Balearic Balls
- 2020 - Jam
- 2020 - Crash
- 2020 - I Saw Good

Above & Beyond presents OceanLab
- 2001 - Clear Blue Water
- 2002 - Sky Falls Down
- 2003 - Beautiful Together
- 2004 - Satellite
- 2008 - Sirens of the Sea
- 2008 - Miracle
- 2008 - Breaking Ties
- 2009 - On a Good Day
- 2009 - Lonely Girl
- 2016 - Another Chance

Anjunabeats
- 2000 - Volume One

Above & Beyond presents Tranquility Base
- 2001 - Razorfish
- 2004 - Surrender
- 2005 - Getting Away
- 2007 - Oceanic
- 2008 - Buzz
- 2009 - Buzz (Buzztalk Mix)

Dirt Devils
- 2000 - Disco Fans
- 2000 - The Drill
- 2003 - Music Is Life

Free State
- 2000 - Different Ways
- 2001 - Release

Rollerball
- 2003 - Albinoni

Tongue Of God
- 2001 - Tongue Of God

Zed-X
- 2003 - The Storm

### Remix
Above & Beyond
- 2000 - Chakra - Home (Above & Beyond Mix)
- 2000 - Aurora - Ordinary World (Above & Beyond Remix)
- 2000 - Fragma - Everytime You Need Me (Above & Beyond Remix)
- 2000 - Adamski - In The City (Above & Beyond Mix)
- 2001 - Armin van Buuren presents Perpetuous Dreamer - The Sound Of Goodbye (Above & Beyond Remix)
- 2001 - Anjunabeats - Volume One (Above & Beyond Remix)
- 2001 - Anjunabeats - Volume One (Free State vs. Dirt Devils Remix)
- 2001 - Ayumi Hamasaki - M (Above & Beyond Vocal Dub Mix)
- 2001 - Ayumi Hamasaki - M (Above & Beyond Typhoon Dub Mix)
- 2001 - Ayumi Hamasaki - M (Above & Beyond Vocal Mix)
- 2001 - The Mystery - Mystery (Above & Beyond Remix)
- 2001 - Three Drives On A Vinyl - Sunset On Ibiza (Above & Beyond Remix)
- 2001 - Dario G - Dream To Me (Above & Beyond Mix)
- 2001 - Delerium - Underwater (Above & Beyond's 21st Century Mix)
- 2001 - Madonna - What It Feels Like For A Girl (Above & Beyond 12" Club Mix)
- 2002 - Catch - Walk On Water (Baby U Can) (Above & Beyond Remix)
- 2002 - Every Little Thing - Face The Change (Dirt Devils vs. Above & Beyond Remix)
- 2002 - Vivian Green - Emotional Rollercoaster (Above & Beyond Mix)
- 2003 - Billie Ray Martin - Honey (Above & Beyond Club Mix)
- 2003 - Billie Ray Martin - Honey (Above & Beyond Dub Mix)
- 2003 - Rollerball - Albinoni (Above & Beyond Remix)
- 2003 - Motorcycle - As The Rush Comes (Above & Beyond's Dynaglide Mix)
- 2003 - Tomcraft - Loneliness (Above & Beyond Remix)
- 2003 - Exile - Your Eyes Only (Aimai Naboku Rinkan) (Above & Beyond Mix)
- 2003 - Matt Hardwick vs. Smith & Pledger - Day One (Above & Beyond's Big Room Mix)
- 2003 - Rusch & Murray - Epic (Above & Beyond Remix)
- 2003 - Madonna - Nobody Knows Me (Above & Beyond 12" Mix)
- 2004 - Britney Spears - Everytime (Above & Beyond's Club Mix)
- 2004 - Chakra - I Am (Above & Beyond Mix)
- 2004 - Dido - Sand In My Shoes (Above & Beyond's UV Mix)
- 2004 - Delerium - Silence (Above & Beyond's 21st Century Remix)
- 2004 - OceanLab - Satellite (Original Above & Beyond Mix)
- 2005 - Ferry Corsten & Shelley Harland - Holding On (Above & Beyond Remix)
- 2006 - Cara Dillon vs. 2Devine - Black Is The Colour (Above & Beyond's Divine Intervention Remix)
- 2007 - Adam Nickey - Never Gone (Original Mix) (Above & Beyond Respray)
- 2007 - DT8 Project - Destination (Above & Beyond Remix)
- 2007 - Purple Mood - One Night In Tokyo (Above & Beyond Remix)
- 2007 - Tri-State The Remixes
- 2008 - Radiohead - Reckoner (Above & Beyond Remix)
- 2009 - Dirty Vegas - Tonight (Above & Beyond Remix)
- 2009 - Sirens of the Sea Remixed (come Above & Beyond presents OceanLab)
- 2015 - Faithless - Salva Mea 2.0 (Above & Beyond Remix)
- 2020 - Above & Beyond feat. Zoe Johnston - Reverie (Above & Beyond Club Mix)

Dirt Devils
- 2000 - Free State - Different Ways (Dirt Devils Remix)
- 2000 - The Croydon Dub Heads - Your Lying (Dirt Devils Remix)
- 2001 - Free State - Release (Dirt Devils Rumpus Dub)
- 2001 - Anjunabeats - Volume One (Free State vs. Dirt Devils Remix)
- 2002 - Modulation - Darkstar (Dirt Devils Remix)
- 2002 - Every Little Thing   - Face The Change (Dirt Devils vs. Above & Beyond Remix)
- 2002 - Day After Tomorrow - Faraway (Dirt Devils 12" Mix)
- 2002 - Day After Tomorrow - Faraway (Dirt Devils Inst)
- 2002 - Matt Cassar presents Most Wanted - Seven Days And One Week (Dirt Devils Mix)
- 2002 - Future Breeze - Temple Of Dreams (Dirt Devils Remix)
- 2003 - Ayumi Hamasaki - Voyage (Dirt Devils Remix)

Free State
- 2000 - 4 Strings - Day Time (Free State Vocal Mix)
- 2000 - Icebreaker International Port of Yokohama (The Free State YFZ Mix)
- 2001 - Anjunabeats - Volume One (Free State vs. Dirt Devils Remix)